# 신경식 (야구인)
신경식(申慶植, 1961년 1월 19일 ~ )은 전 KBO 리그 쌍방울 레이더스의 내야수이자, 전 KBO 리그 LG 트윈스의 육성군 타격코치이다.

## 선수 시절

### 한국 실업야구 시절

#### 상업은행시절
부산 출신으로 공주고등학교를 졸업하고 실업 야구 팀에서 활동했다.

### 한국 프로야구 시절

#### OB 베어스시절
1982년 KBO 리그가 개막함에 따라 원년 멤버로 입단하여 활동했다.

#### 삼성 라이온즈시절
1991년 강영수를 상대로 트레이드됐다.

#### 쌍방울 레이더스시절
1992년 11월 24일 열린 1993 2차 지명에서 당시 쌍방울 레이더스 소속이었던 외야수 정영규를 삼성 라이온즈에 넘겨주는 대신 김성길과 함께 정영규의 보상선수 형식으로 이적했다. 
이적 첫 해인 1993년에 삼성 라이온즈전에서만 3홈런을 첬는데 2개가 홈에서 기록됐으며 당시 간판타자였던 김기태가 8월 중순부터 부상으로 결장하자 시즌 막판 4번타자로 출전하는 경우가 많아졌고 김기태는 그 해 9홈런에 그쳤다.

## 야구선수 은퇴 후
은퇴 후 쌍방울 레이더스 2군에서 타격코치를 맡았다가 잠시 프로 야구계를 떠나 학원 스포츠에 전념했다. 분당중앙고등학교, 경기고등학교 코치, 자양중학교 감독을 거쳤다. 2007년 전력분석원으로 친정 팀으로 돌아와 2009년 타격코치로 승격됐다. 2003년 자양중학교 감독으로 있었을 때 진학 문제로 군산에서 야구를 그만둘 뻔했던 오지환을 상경시켜 자양중학교로 옮기게 해 키워냈고 그의 권유로 오지환은 좌타자로 전향했다. 어수선했던 2011년 시즌 후 고양 원더스의 타격코치로 옮겼다.
2011년 시즌 후 두산 베어스를 떠나 한국 최초의 독립 야구단인 고양 원더스의 타격코치로 부임했다. 2013년부터 LG 트윈스에서 타격코치로 활동했다.

## 출신 학교
- 동성초등학교
- 부산동성중학교
- 공주고등학교
- 제주산업대학교

## 트리비아
- 2011년 5월 10일 KIA 타이거즈전에서 투수 더스틴 니퍼트가 원정 유니폼을 깜빡하고 가져오지 않아 자신과 체구가 거의 비슷한 그의 유니폼을 입고 등판했다.
- 어린이 야구라는 책을 편찬했다.

## 별명
- 선수 시절 양쪽 다리를 크게 벌려 야수들의 1루 송구를 잡는 모습으로 '학다리'라고 불렸다.

## 통산 기록
| 연도 | 소속   | 타율  | 경기 | 타수 | 득점 | 안타 | 2루타 | 3루타 | 홈런 | 루타 | 타점 | 도루 | 도루실패 | 볼넷 | 4구 | 삼진 | 병살 | 실책 | 비고                      |
| ---- | ------ | ----- | ---- | ---- | ---- | ---- | ----- | ----- | ---- | ---- | ---- | ---- | -------- | ---- | --- | ---- | ---- | ---- | ------------------------- |
| 1982 | OB     | 0.334 | 77   | 293  | 40   | 98   | 21    | 3     | 4    | 137  | 54   | 14   | 8        | 20   | 3   | 17   | 2    | 6    |                           |
| 1983 | OB     | 0.268 | 100  | 377  | 47   | 101  | 15    | 1     | 5    | 133  | 50   | 10   | 7        | 31   | 7   | 38   | 2    | 1    | 올스타전 MVP, 골든 글러브 |
| 1984 | OB     | 0.231 | 31   | 91   | 15   | 21   | 5     | 0     | 1    | 29   | 12   | 3    | 1        | 13   | 0   | 4    | 0    | 2    |                           |
| 1985 | OB     | 0.280 | 110  | 404  | 54   | 113  | 23    | 4     | 8    | 168  | 58   | 16   | 3        | 40   | 6   | 44   | 5    | 11   |                           |
| 1986 | OB     | 0.271 | 106  | 380  | 37   | 103  | 15    | 5     | 1    | 131  | 34   | 6    | 8        | 34   | 3   | 27   | 9    | 4    |                           |
| 1987 | OB     | 0.269 | 102  | 349  | 39   | 94   | 8     | 6     | 3    | 123  | 39   | 5    | 2        | 23   | 3   | 20   | 4    | 7    |                           |
| 1988 | OB     | 0.288 | 107  | 378  | 41   | 109  | 12    | 3     | 4    | 139  | 38   | 12   | 2        | 25   | 1   | 18   | 3    | 6    |                           |
| 1989 | OB     | 0.275 | 118  | 422  | 55   | 116  | 25    | 6     | 8    | 177  | 57   | 25   | 8        | 32   | 11  | 36   | 5    | 8    |                           |
| 1990 | OB     | 0.255 | 117  | 385  | 38   | 98   | 21    | 2     | 5    | 138  | 42   | 14   | 7        | 33   | 3   | 30   | 6    | 7    |                           |
| 1991 | 삼성   | 0.309 | 126  | 460  | 71   | 142  | 15    | 3     | 7    | 184  | 57   | 20   | 15       | 49   | 7   | 34   | 13   | 3    |                           |
| 1992 | 삼성   | 0.267 | 117  | 423  | 61   | 113  | 15    | 2     | 3    | 141  | 41   | 17   | 7        | 37   | 3   | 32   | 8    | 2    |                           |
| 1993 | 쌍방울 | 0.275 | 119  | 418  | 35   | 115  | 18    | 2     | 5    | 152  | 49   | 12   | 7        | 33   | 6   | 32   | 8    | 5    |                           |
| 1994 | 쌍방울 | 0.220 | 93   | 227  | 23   | 50   | 14    | 1     | 2    | 72   | 26   | 2    | 0        | 10   | 0   | 13   | 6    | 3    |                           |
| 1995 | 쌍방울 | 0.209 | 41   | 43   | 3    | 9    | 1     | 0     | 0    | 10   | 3    | 0    | 0        | 4    | 1   | 1    | 1    | 0    |                           |
| 통산 | 14시즌 | 0.276 | 1364 | 4650 | 559  | 1282 | 208   | 38    | 56   | 1734 | 560  | 156  | 75       | 384  | 54  | 346  | 72   | 65   |                           |

## 주요 기록
- 진한 바탕은 KBO 리그 최초 기록임

| 기록          | 날짜        | 소속   | 구장 | 상대팀               | 상대 투수 | 경기수 | 달성 당시 나이  | 기타           | 각주  |
| ------------- | ----------- | ------ | ---- | -------------------- | --------- | ------ | --------------- | -------------- | ----- |
| 1000경기 출장 | 1992. 4. 12 | 삼성   | 대구 | 태평양               |           |        | 31세 2개월 24일 |                | [ 8 ] |
| 1000안타      | 1992. 4. 14 | 삼성   | 사직 | 롯데                 |           | 1001   | 31세 2개월 25일 | 역대 2번째     |       |
| 1364경기 출장 | 1995.9.9    | 쌍방울 | 전주 | 삼성(더블헤더 1차전) |           |        |                 | 이 해에 은퇴함 | [ 9 ] |